# Platypalpus mimus
Platypalpus mimus är en tvåvingeart som beskrevs av Axel Leonard Melander 1927. Platypalpus mimus ingår i släktet Platypalpus och familjen puckeldansflugor.
Artens utbredningsområde är New York. Inga underarter finns listade i Catalogue of Life.